# Uzy-Bory
Uzy-Bory (udmurtsky Узы-Боры, rusky Ягода-Клубника, česky Jahody) je polsko-udmurtská komedie z roku 2011 natočená v udmurtském jazyce. Jedná se o teprve třetí film, který byl kdy natočen v udmurtštině.